# David Berkowitz
David Richard Berkowitz, all'anagrafe Richard David Falco, più noto con i soprannomi "Figlio di Sam" o "killer della calibro 44" (New York, 1º giugno 1953), è un serial killer statunitense.
Ha confessato l'uccisione di 6 persone e il ferimento di molte altre a New York tra il 1976 e il 1977. Il suo caso è ancora aperto perché si sospetta la presenza di complici negli omicidi.

## Biografia

### Giovinezza
Berkowitz nasce con il nome di Richard David Falco a Brooklyn (distretto di New York) dalla coppia composta dall'ebrea Betty Broder e l'italo-americano Tony Falco. Betty lasciò il marito e sposò Joseph Kleinman che non accettò il figlio nato dalla precedente relazione della donna. David, appena nato, venne dato in adozione a Nathan e Pearl Berkowitz. 
Era un bambino molto intelligente, ma presto manifestò la sua propensione a diventare un piromane e un ladro. Iniziò a giocare a baseball, ma non ebbe molto successo per il suo comportamento inadeguato e violento. Pearl morì di cancro nel 1967. Nel 1971 Berkowitz si arruolò nell'esercito degli Stati Uniti dove rimase fino al 1974. Tornato in patria scoprì l'identità della sua vera madre, ma dopo poche visite non si fece più vedere. Prima del suo arresto lavorò come guardia privata e postino.

### Primi attacchi
La prima vittima di Berkowitz fu una donna uccisa alla fine del 1975, raggiunta da una coltellata che la ferì a morte. Un'altra vittima fu Michelle Forman, ma le ferite lievi le permisero di essere dimessa dall'ospedale. Poco tempo dopo Berkowitz si trasferì a Yonkers. Berkowitz non lavorava da solo ma aveva dei complici, perché faceva parte di una setta, i principali due complici furono due suoi amici (che erano fratelli) vicini di casa dei quali il padre si chiamava Sam. 

### Gli attacchi con la pistola
Nell'estate del 1976 iniziò una serie di agguati con un'arma da fuoco che terrorizzarono New York e che la stampa definì opera del "The .44 Caliber Killer". La sera del 29 luglio 1976, Jody Valenti (19 anni) e Donna Lauria (18 anni) furono entrambe colpite da colpi di pistola in un parcheggio del Bronx: Lauria morì ma Valenti sopravvisse.
Il 23 ottobre 1976 ci fu un'altra sparatoria nel Queens, sempre in un posteggio. Carl Denaro (19 anni) fu colpito alla testa ma sopravvisse, mentre la compagna, Rosemary Keenan, rimase illesa.
Un mese dopo, il 26 novembre 1976, Donna DeMasi (16 anni) e Joanne Lomino (18 anni) furono raggiunte da colpi di pistola nello stesso quartiere del precedente attacco. DeMasi fu solo ricoverata per le ferite, mentre Lomino rimase paralizzata.
Il 30 gennaio 1977 toccò a una coppia, Christine Freund (26 anni) e John Diel, sempre in un parcheggio: Diel sopravvisse ma la Freund morì. La polizia annunciò che la vittima era stata colpita da una revolver calibro 44 Charter Arms Bulldog. La successiva vittima fu nuovamente uccisa da una calibro 44.
La polizia iniziò a sospettare la connessione tra le sparatorie e notò che tutte le vittime erano giovani donne con i capelli lunghi e scuri o giovani coppie, sempre colpite in parcheggi. L'8 marzo 1977 la studentessa Virginia Voskerichian (21 anni) fu uccisa sul colpo nel distretto del Queens. Nella conferenza del 10 marzo 1977 la polizia annunciò il rafforzamento dell'operazione contro il criminale con l'utilizzo di 300 agenti.

### La lettera a Joseph Borrelli

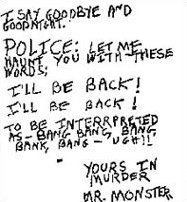
La prima lettera del "Figlio di Sam".

La polizia iniziò a fermare vetture Volkswagen gialle (che secondo testimonianze erano sempre presenti sui luoghi dei crimini) e cercarono di localizzare i possessori di centinaia di calibro 44 Bulldog. Il killer colpì ancora il 16 aprile 1977. Alexander Esau (20) e Valentina Suriani (18) furono entrambi uccisi nel Bronx a pochi passi dal luogo della sparatoria di DeMasi/Lomino. Sulla strada, vicino alle vittime, fu ritrovata una lettera indirizzata al capitano dell'operazione Joseph Borrelli. Scritta in modo sgrammaticato, la lettera fornì lo spunto per il nuovo soprannome dell'assassino: il figlio di Sam.
Così vi era scritto:
Secondo gli psicologi l'uomo doveva essere afflitto da schizofrenia. Il 26 giugno 1977 ci fu un altro agguato. Sal Lupo e Judy Placido (17 anni) avevano lasciato una discoteca a Bayside, un sobborgo del Queens. Secondo la BBC la coppia era in macchina quando fu colpita dagli spari. Entrambi furono feriti ma nessuno dei due in modo grave. Berkowitz fu descritto dai sopravvissuti o come un uomo di altezza media, con i capelli corti, scuri e ricci e leggermente tozzo o come un uomo alto e magro, una sorta di hippie, con capelli lunghi marroncini. La polizia sospettò che il killer stesse usando una parrucca.

### La lettera a Jimmy Breslin
Il 30 maggio 1977 un redattore del New York Daily News, Jimmy Breslin, ricevette una lettera del killer che una settimana dopo fu pubblicata dallo stesso giornale. Questo è parte del testo della lettera:
Lo scrivente diceva di essere fan di Breslin, scrivendo, "J.B., io voglio dirti che io ho letto il tuo articolo sul giornale e l'ho trovato molto interessante". Inoltre il folle aggiunse: "Cosa farete il 29 luglio?" (l'anniversario della prima sparatoria). Breslin chiese all'assassino di arrendersi, ma il folle non gli diede ascolto e sparò ancora il 31 luglio 1977: Stacy Moskowitz (20 anni) e Robert Violante (20 anni) furono entrambi colpiti alla testa in un parcheggio di Brooklyn: Moskowitz morì, ma Violante sopravvisse.

### Sospetti e cattura
La sera dell'attacco a Moskowitz e Violante, Cecilia Davis, che viveva vicino al luogo del crimine, vide un uomo rimuovere una contravvenzione da una Ford Galaxy gialla parcheggiata vicino a un idrante. Davis vide l'uomo pochi minuti dopo la sparatoria e due giorni dopo avvertì la polizia. Un detective di Yonkers, una cittadina due miglia a nord di Manhattan, chiamò la polizia dicendo di avere dei sospetti su un certo Berkowitz, che, secondo loro, aveva commesso strani crimini a Yonkers che avevano similitudini con la lettera del Figlio di Sam.
Quando la polizia perquisì l'automobile posteggiata nella casa di fronte all'appartamento dell'uomo, trovò l'arma, delle mappe dei luoghi delle sparatorie e una nuova lettera diretta al sergente Dowd. Berkowitz fu arrestato a Yonkers il 10 agosto 1977; non oppose resistenza. Stralci del testo della canzone Sweet Leaf del gruppo heavy metal dei Black Sabbath, scritto sui muri dell'appartamento di Berkowitz, furono rinvenuti dalla polizia, insieme a graffiti satanici, durante la perquisizione della sua abitazione dopo l'arresto.

### Interrogatorio e sentenza
Egli confessò tutti i suoi crimini in soli trenta minuti di interrogatorio. Durante le domande però Berkowitz sembrò suggerire alla polizia la propria infermità mentale, in quanto disse che il "Sam" menzionato nella prima lettera era un certo Sam Carr, un suo vicino di casa. Berkowitz disse inoltre che il cane di Carr, Harvey, era posseduto da un vecchio demone e che la stessa bestia gli ordinava di uccidere. Berkowitz disse di aver tentato di uccidere il cane, ma ogni volta l'animale lo bloccava con una sorta di interferenza sovrannaturale. 
Secondo il giornalista Maury Terry, Berkowitz ripeté più volte durante l'interrogatorio: «Stacy era una prostituta», riferendosi a Stacy Moskowitz, l'ultima sua vittima. Il 12 giugno 1978 fu condannato a sei ergastoli per omicidi plurimi. Successivamente, il killer affermò che la canzone di Hall & Oates Rich Girl, lo spinse, tra le altre cose, a commettere gli omicidi di cui si era macchiato.

### Dopo l'arresto
Berkowitz si fece soprannominare dai compagni di cella "David Berserkowitz" e fu riconosciuto come un satanista, ammettendo di aver preso parte ad alcuni riti violenti. Nell'ottobre 1978 Berkowitz inviò un libro sulla stregoneria e sull'occulto alla polizia del Dakota del Nord, sottolineandone alcuni passaggi e aggiungendoci note come la frase: «Arlis Perry, Hunted, Stalked and Slain. Followed to Calif. Stanford University». Arlis Perry, una diciannovenne del North Dakota, era stata uccisa in una cappella interna alla Stanford University il 12 ottobre 1974. Il suo assassinio era ancora irrisolto. Berkowitz menzionò ancora questa uccisione in altre lettere, suggerendo di aver notizie sul crimine.
Nel 1979 Berkowitz, in carcere, rischiò di essere ucciso da un altro detenuto, del quale rifiutò di dare l'identikit. Berkowitz accettò quindi l'invito dell'esorcista Malachi Martin di visitarlo e di discutere del suo passato. Disse di aver preso parte a un culto che sacrificava animali a Satana e che gestiva un giro di pedo-pornografia. Berkowitz disse anche di non essere il "Son of Sam", perché in molti erano questa figura. Inoltre egli menzionò John "Wheaties" Carr come uno degli altri killer al pari di Michael Carr, il fratello del precedente, che dichiarò essere l'autore dell'agguato alla discoteca nel Queens. Sam era il nome del padre di John e Michael Carr. John Carr visse nella casa vicino Berkowitz e possedeva un Labrador che il killer descrisse come il vero demone. John Carr fu ucciso nel febbraio del 1978 in una sparatoria nel Dakota del Nord e suo fratello, Michael, morì in un incidente stradale nell'ottobre 1979 a Manhattan.
Dopo la seduta Berkowitz si descrisse come un cristiano rinato e disse che la sua ossessione per la pornografia aveva giocato un gran ruolo nei suoi delitti. Inviò varie lettere di scuse e chiarimenti e si giudicò per la prima volta pentito dei suoi atti. Berkowitz ha un sito ufficiale mantenuto da un gruppo religioso che riporta varie lettere del serial killer e gli ultimi aggiornamenti della sua vita.

## Eredità culturale
Le leggi "figlio di Sam"
Dopo l'arresto di Berkowitz nell'agosto 1977, i media si occuparono molto del suo caso e la crescente notorietà della vicenda fece ipotizzare che Berkowitz avrebbe potuto vendere la propria storia a scrittori o registi interessati; questo portò lo Stato di New York a legiferare, approvando quelle che sarebbero state poi definite leggi figlio di Sam (Son of Sam) che avevano lo scopo di impedire ai criminali di trarre profitto dalla commercializzazione della propria storia (ad esempio vendendola a editori). Queste leggi, che costituivano la prima restrizione legale di questo genere negli Stati Uniti e che furono poi diffuse anche in altri Stati, autorizzavano, ad esempio, il sequestro dei guadagni derivanti dalla realizzazione di opere quali libri, film o interviste retribuite tratte dalle storie dei criminali e l'utilizzo di questi guadagni per ricompensare le vittime dei crimini. 
La legge originale dello Stato di New York fu invocata a New York undici volte tra il 1977 e il 1990, tra cui una volta contro Mark David Chapman, l'assassino del musicista John Lennon. I critici hanno sostenuto che la legge ha violato la libertà di parola e quindi non ha rispettato il Primo Emendamento e che le leggi del "Figlio di Sam" tolgono l'incentivo finanziario a molti criminali nel raccontare le loro storie, alcune delle quali (come lo scandalo Watergate e l'assassinio di John F. Kennedy) sono state di vitale interesse per il grande pubblico. Per questo motivo la Corte Suprema nel 1991 ha dichiarato la legge incostituzionale. Dopo numerose revisioni, New York ha adottato una nuova legge "Figlio di Sam" nel 2001. Anche altri stati americani hanno adottato leggi simili.

## Nella cultura di massa
- Il gruppo metal Shinedown gli ha dedicato una canzone, Son of Sam, presente nell'album The Sound of Madness;
- Il film del 1999 Summer of Sam, diretto da Spike Lee, narra parte della vicenda. Nel film Berkowitz è interpretato da Michael Badalucco;
- I Beastie Boys menzionano Berkowitz nella canzone Looking Down the Barrel of a Gun dell'album Paul's Boutique;
- Il cantante Elliott Smith ha pubblicato la canzone Son of Sam nell'album Figure 8, ma il cantante dichiarò di non essersi riferito al killer statunitense;
- La band Macabre scrisse una canzone su Berkowitz, intitolata Son of Sam, che appare nell'album Grim Reality;
- La band Benediction ha pubblicato la canzone Jumping at Shadows nell'album The Grand Leveller, dedicata al killer;
- Scott Putesky, il primo chitarrista dei Marilyn Manson, ha usato lo pseudonimo Daisy Berkowitz, una miscela dei nomi di Daisy Duke e Berkowitz e inoltre una delle prime demo dei Marilyn Manson è intitolata proprio "Son of Sam";
- Una canzone del gruppo punk Dead Boys presente sul loro secondo album We Have Come for Your Children del 1978 si intitola Son of Sam e fa espressamente riferimento agli omicidi di Berkowitz;
- Una canzone dei Bloodcum si intitola Son of Sam;
- La legge "Figlio di Sam" viene citata in una storia di Superman dal titolo "Ride solo quando mi faccio male!" (He Only Laughs When I Hurt!) scritta da John Byrne nel 1988;
- Il gruppo heavy metal italiano Serial Vice, nel testo del brano Killers Combine, riporta numerosi spunti biografici su Berkowitz collegandoli alla storia di un altro celebre serial killer, Jack lo Squartatore.
- Nel telefilm americano Criminal Minds Berkowitz viene citato in varie puntate, preso a simbolo del serial-killer brutale;
- Son of Sam viene anche citato in una delle puntate della prima stagione della serie TV Dexter;
- Son of Sam è il nome di una band punk formata da Davey Havok, cantante degli AFI, al quale ha collaborato anche Glenn Danzig, cantante dei Misfits. L'album si chiama Songs from the Earth (2001).
- Nel film thriller statunitense Copycat - Omicidi in serie (Copycat) del 1995 il killer seriale nel quarto assassinio riproduce nei minimi dettagli un omicidio stile Berkowitz.
- Nel fumetto dell'ottava stagione di Buffy l'ammazzavampiri, Angel ha una conversazione con un cane parlante e cita il figlio di Sam come l'unico che avrebbe seguito i consigli del quadrupede.
- Nel telefilm The Carrie Diaries viene citato con il soprannome Son of Sam nella puntata 11 della seconda stagione (Hungry Like the Wolf).
- Nel romanzo di Stephen King Mr. Mercedes il killer pensa tra sé e sé che è bastata una multa per incastrare David Berkowitz.
- Nella serie televisiva Unforgettable viene citato con il soprannome Son of Sam nella puntata 6 della terza stagione.
- Nella quarta stagione (precisamente nel diciassettesimo episodio) della serie televisiva The Vampire Diaries, Damon Salvatore uccide una coppietta all'inizio dell'episodio ma prima di uccidere il ragazzo, quest'ultimo gli chiede se è "quel serial killer, vero? Il figlio di Sam".
- Anche nella quarta stagione di Law & Order - I due volti della giustizia "Menomazione" è ispirato a questo caso.
- Il serial killer viene citato nel film Mio cugino Vincenzo. Vincenzo LaGuardia Gambini (Joe Pesci) rivela al giudice di aver difeso in tribunale il primo uomo accusato di essere il "Figlio di Sam". Nel film viene anche menzionato l'episodio della confessione, durante la quale Berkowitz affermò di ricevere gli ordini di uccidere da un cane posseduto.
- Il serial killer viene citato nel romanzo di Stephen King La zona morta: "Vorrei ricordarvi che altri esseri esiziali, Richard Speck, il cosiddetto Figlio di Sam, e Adolf Hitler non ebbero bisogno di tumori per essere indotti a un comportamento omicida".
- Nella serie televisiva Mindhunter disponibile su Netflix, Berkowitz, interpretato da Oliver Cooper, fa la sua apparizione con un'intervista nella quale ammette di non essere affetto da schizofrenia.
- Nella serie televisiva Legends of Tomorrow (episodio 10, stagione 5) appare il cosiddetto cane che avrebbe ordinato gli omicidi e funge da "antagonista" della puntata.
- Nel film 15 minuti - Follia omicida a New York viene citata la legge "figlio di Sam", secondo la quale al responsabile di un crimine o ai suoi familiari non è consentito trarre vantaggio economico dalla pubblicità dei propri crimini attraverso la pubblicazione di film, libri, o dalla vendita dei diritti ad un editore.
- Il rapper Ill Bill nel 2016 scrive la canzone Manson Vs Berkowitz contenuta nell'album Septagram.
- Nel ventiduesimo episodio della sesta stagione di Seinfeld, viene rivelato che Newman possiede una borsa da postino appartenuta a David Berkowitz.
- Nella serie televisiva Castle (episodio 18, stagione 2) viene detto che Berkowitz fu arrestato per una multa in divieto di sosta.